# Памятник воинам-землякам (Сангар)
«Памятник воинам-землякам, погибшим в годы Великой Отечественной войны (1941—1945 гг.)» — памятник, посвящённый памяти воинов погибших в годы Великой Отечественной войны в посёлке городского типа Сангар, Кобяйского улуса, Республики Саха (Якутия). Памятник истории и культуры регионального значения.

## Общая информация
После победоносного окончания Великой Отечественной войны в городах и сёлах республики Якутия стали активно возводить первые памятники и мемориалы, посвящённые павшим солдатам. Памятник воинам-землякам был установлен в посёлке Сангар Кобяйского улуса в 1969 году на пересечении улиц Ленина и П. П. Кочнева.

## История
По архивным сведениям и документам, в годы Великой Отечественной войны первыми на призыв в Красную армию отправились горняки Сангарского рудника. Уже 15 августа 1941 года около 300 добровольцев были направлены в места службы. Через год активно стала проводиться и всеобщая мобилизация уроженцев сельских поселений. Летом 1942 года жители Кобяйского улуса проводили на войну с врагом более 400 человек. За время кровопролитной Отечественной войны в состав Красной Армии всего было мобилизовано 1082 воина-кобяйца, из которых 305 человек не вернулись домой.

## Описание памятника
Памятник воинам-землякам состоит из нескольких объектов, которые объединены в единую архитектурную композицию. В центре комплекса размещён бетонный обелиск прямоугольной формы. В верхней части этого сооружения установлен барельеф в виде вечного огня. На лицевой стороне нанесена надпись: «Вечная слава павшим героям», прикреплен макет ордена Победы. На обелиске нанесён барельеф солдата, выкрашенный в золотистый цвет. С обеих сторон от основного обелиска расположены бетонные стелы неправильной прямоугольной формы. На стелах размещены пятиконечная звезда, серп и молот из металлического листа. Двухступенчатое бетонное основание имеет памятник. С правой и с левой стороны от него размещены бетонные стелы прямоугольной формы, на котором нанесена гравировка сцен войны. Обелиск и стелы сооружены на одном фундаменте. Основание облицовано гранитными плитами. На основаниях боковых стел нанесены цифры из металлического листа золотистого цвета: «1941» и «1945». Памятный комплекс имеет двухступенчатый бетонный фундамент. Вся территория памятника обнесена оградой.
В соответствии с Постановлением Совета Министров Якутской АССР от 31 декабря 1976 года № 484 «О состоянии и мерах по улучшению охраны памятников истории и культуры Якутской АССР», памятник внесён в реестр объектов культурного наследия народов Российской Федерации и охраняется государством.